# هجمات الشمال القسنطيني
هجمات الشمال القسنطيني هي هجمات عسكرية شنها جيش التحرير الوطني الجزائري (الجناح العسكري لجبهة التحرير الوطني الجزائرية أثناء الثورة التحريرية) على المستعمر الفرنسي في 20 أغسطس 1955. وجاءت هذه الهجمات ردًا على محاولة الجيش الفرنسي لتطويق وإخماد الثورة الجزائرية التي اندلعت في الفاتح من نوفمبر 1954 من جهة، ودعمًا لجهود جبهة التحرير في نضالها السياسي، وكانت تهدف إلى تخفيف الضغط على الأوراس وتعزيز مبدأ وحدة المغرب العربي من خلال إحياء الذكرى الثانية لنفي محمد الخامس.

## الخلفية
عندما حل صيف عام 1955، كانت الثورة الجزائرية قد خطت المرحلة الأولى في مسيرتها ضد الاحتلال الفرنسي. فعلى الصعيد الداخلي عملت جبهة التحرير الوطني على توعية الجماهير وتنظيمها ضمن هيئات مختلفة مثل تأسيس فيدرالية جبهة التحرير الوطني بفرنسا في ديسمبر 1954، وإنشاء الاتحاد العام للطلبة المسلمين الجزائريين في يوليو 1955.
وبعد مضي عشرة أشهر على اندلاعها، تزايد اتساع رقعة المشاركة الجماهيرية على الرغم من استشهاد العديد من مفجري الثورة كالشهيد ديدوش مراد (18 يناير 1955)، قائد المنطقة الثانية، أو اعتقال بعضهم من أمثال مصطفى بن بولعيد (11 فبراير 1955) ورابح بيطاط (23 مارس 1955)  وغيرهم.
أما على الصعيد الخارجي، فإن القضية الجزائرية سجلت حضورها رسميا ولأول مرة في المحافل الدولية في مؤتمر باندونغ في أبريل 1955. وكان ذلك أول انتصار لديبلوماسية الثورة الجزائرية الفتية ضد فرنسا العظمى.
وفي ظل هذه الأوضاع، خططت قيادة الثورة لشن هجومات واسعة في الشمال القسنطيني، دام التحضير لها حوالي ثلاثة أشهر في سرية تامة . وقد وجّه زيغود يوسف، القائد الذي خلف ديدوش مراد على رأس المنطقة الثانية، نداء إلى كلّ الجزائريين، أعضاء المجالس الفرنسية، يدعوهم فيه للانسحاب منها والالتحاق بمسيرة الثورة.
و كانت هجومات 20 أغسطس في الشمال القسنطيني تهدف إلى :
1. إعطاء الثورة دفعا قويا من خلال نقلها إلى قلب المناطق المستعمرة في الشمال القسنطيني.
2. اختراق الحصار الحربي المضروب على المنطقة الأولى - الأوراس - باستهداف أهم القواعد العسكرية بالمنطقة.
3. رفع معنويات جنود جيش التحرير بتحطيم أسطورة الجيش الفرنسي الذي لا يقهر.
4. تحطيم ادعاءات السلطات الاستعمارية بأن ما كان يحدث هو مجرد أعمال تخريبية يرتكبها متمردون خارجون عن القانون وقطاع طرق.
5. تجسيد التضامن مع الشعب المغربي الشقيق حيث تزامنت الهجومات مع ذكرى نفي السلطان محمد الخامس (20 أوت ).

## بداية الهجومات
بدأت الهجومات في صبيحة نهار 20 أغسطس 1955 ( الموافق لأول محرم 1375 هجرية)، بقيادة زيغود يوسف، وشملت أكثر من 26 مدينة وقرية بالشمال القسنطيني. استهدفت العمليات المسلحة كافة المنشآت والمراكز الحيوية الاستعمارية، ومراكز الشرطة والدرك في المدن؛ ومزارع المعمرين في القرى والأرياف. وقد تمكن المجاهدون من احتلال عدة مدن وقرى في هذا اليوم مما سمح للجماهير الشعبية بالتعبير عن رفضها للاستعمار ومساندتها لجبهة وجيش التحرير الوطني .

## نتائج هجومات 20 أوت 1955
1. انضمام الأحزاب والأفراد للثورة.
2. ظهور الثورة في المدن.
3. توسيع رقعة الثورة وانضمام الشعب لها.
4. إدراج الملف الجزائري في الأمم المتحدة 30/08/1955.

## القمع الفرنسي علي اثر هجومات 20 أوت 1955
وقد ردّت السلطات الفرنسية بوحشية لا نظير لها على الهجومات الجريئة لجيش التحرير الوطني، إذ شنت حملة توقيف وقمع واسعة استهدفت الآلاف من المدنيين الجزائريين وأحرقت المشاتي وقصفت القرى جوا وبرا. وقامت الإدارة الفرنسية بتسليح الأوربيين، فشكلوا ميليشيات فاشية وعمدوا على الانتقام من المدنيين الجزائريين العزل . وارتكبت قوات الاحتلال مجزرة كبيرة في ملعب فيليب فيل (PHILLIPEVILLE) سكيكدة (ملعب 20 أوت حاليا) أين حشرت الآلاف من الرجال والنساء والأطفال والشيوخ ، وأعدمت العديد منهم .
وقد ذهب ضحية الحملة الانتقامية للسلطات الاستعمارية، العسكرية والمدنية والمليشيات الفاشية ، ما يقارب الـ12000 جزائري